# 예스페르 로에센
예스페르 로에센(덴마크어: Jesper Roesen, 1975년 5월 2일~)은 덴마크의 태권도 선수이다. 2004년 하계 올림픽에 참가했으며 세계 태권도 선수권 대회에서 은메달 2개, 유럽 태권도 선수권 대회에서 금메달 3개를 획득했다.